# 208 г. пр.н.е.
208 (двеста и осма) година преди новата ера (пр.н.е.) е година от доюлианския (Помпилийски) римски календар.

## Събития

### В Римската република
- Консули са Марк Клавдий Марцел (за V път) и Тит Квинкций Криспин.
- Консулите повеждат армия срещу Ханибал, който е установил своя лагер при Венузия. По време на разузнавателна мисия двмата попадат на засада устроена от картагенския командир. Макар в случая римляните да не дават тежки жертви Марцел е убит, а Криспин получава смъртоносни рани.[1]

### В Испания
- Публий Сципион побеждава Хасдрубал Барка в битка при Бекула в Бетика.[2]
- Хасдрубал се оттегля и започва поход по суша през Пиренеите към Италия, за да се присъедини към брат си Ханибал.[1]

### В Гърция
- Филип V Македонски повежда армия в помощ на ахейските си съюзници и по пътя побеждава етолийците. Царят се явява пред ахейския съвет в Егио и прави обръщение пред наго като печели председателството на Немейските игри.[1]
- Под командването на Публий Сулпиций римският флот, базиран в Навпакт, извършва набези над ахейското крайбрежие. След това Сулпийци помага на етолийците в битка с Филип и се присъединява с флота си към пергамския цар Атал I в Егина.[1]

### В Азия
- Антиох III обсажда дълго и без особен успех град Бактра.

## Починали
- Марк Клавдий Марцел, римски политик и военачалник (роден 268 г. пр.н.е.)
- Тит Квинкций Криспин, римски политик и военачалник
- Хризип, древногръцки стоически философ (роден 281 г. пр.н.е.)